# 2015 en sport
Cet article présente les faits marquants de l'année 2015 en sport.

## Principaux événements sportifs de l'année 2015

### Par dates(date de début)

#### Janvier
- 15 janvier au 1er février 2015 : Championnat du monde de handball masculin 2015, au Qatar.
- 9 janvier au 26 janvier : Coupe d'Asie de football.
- 17 janvier au 8 février : Coupe d'Afrique de football en Guinée équatoriale.
- 19 janvier au 1er février : Open d'Australie 2015 de tennis en Australie.

#### Février
- 3 au 15 février : 43e championnats du monde de ski alpin, à Vail et Beaver Creek aux États-Unis.
- 6 février au 21 mars : Tournoi des Six Nations
- 14 février au 29 mars : Coupe du monde de cricket en Australie et en Nouvelle-Zélande.

#### Mars
- 2 - 8 mars Patinage artistique - Championnats du Monde Junior
- 3 - 15 mars Biathlon - Championnats du Monde
- 6 - 8 mars Athlétisme - Championnats d'Europe en Salle
- 6 - 8 mars Patinage de vitesse - Championnats du Monde toutes épreuves
- 6 - 16 mars Snowboard - Championnats du Monde de Snowboard Junior
- 7 - 14 mars Ski Alpin - Championnat du Monde de ski FIS - Junior
- 13 - 15 mars Short Track - Championnats du Monde Femmes
- 13 - 15 mars Short Track - Championnats du Monde Hommes
- 14 - 22 mars Curling - Championnats du monde Femmes
- 14 - 21 mars Handball - Ligue des Champions Hommes - Phase Finale
- 21 mars Athlétisme - marathon - Séoul - Marathon
- 22 mars Cyclisme - Milano-Sanremo
- 23 - 29 mars Patinage artistique - Championnats du monde
- 28 mars Athlétisme - Championnats du monde de Cross Country
- 28 mars - 5 avril Curling - Championnats du monde Hommes
- 28 - 31 mars Hockey sur glace - Championnats du Monde Femmes
- 29 mars Cyclisme - Gent - Wevelgem

#### Avril
- 4 avril Sportive de Haut Niveau, le Haut Niveau Sportif au Féminin : Gap-Tallard (Hautes-Alpes)
- 4 - 9 avril Volleyball - Championnats d'Europe U19 Hommes
- 5 avril Cyclisme - Ronde van Vlaanderen / Tour des Flandres
- 9 - 12 avril Judo - Championnats d'Europe
- 10 - 18 avril : Championnats d'Europe d'haltérophilie en Géorgie
- 12 avril Athlétisme - marathon - Paris - Marathon
- 12 avril Athlétisme - marathon - Rotterdam - Marathon
- 12 avril Cyclisme - Paris - Roubaix
- 13 - 19 avril Gymnastique - Championnats d'Europe de Gymnastique Artistique
- 15 - 19 avril Equitation - Coupe du monde de Las Vegas
- 18 - 5 avril Snooker - Championnat du Monde Hommes
- 19 avril Cyclisme - Amstel Gold Race
- 20 avril Athlétisme - marathon - Boston - Marathon
- 22 avril Cyclisme - La Flèche Wallonne
- 26 avril Athlétisme - marathon - Londres - Marathon
- 26 avril Cyclisme - Liège - Bastogne - Liège
- 26 avril - 3 mai Tennis de table - Championnats du Monde Femmes
- 26 avril - 3 mai Tennis de table - Championnats du Monde Femmes - Doubles
- 26 avril - 3 mai Tennis de table - Championnats du Monde Hommes
- 26 avril - 3 mai Tennis de table - Championnats du Monde Hommes - Doubles
- 26 avril - 3 mai Tennis de table - Championnats du Monde Mixte - Doubles
- 29 avril - 3 mai Gymnastique - Championnats d'Europe de Gymnastique Rythmique

#### Mai
- 1er - 12 mai Hockey sur glace - Championnats du Monde
- 1er - 3 mai : Championnats d'Europe de course en ligne (canoë-kayak) en République tchèque
- 2 - 3 mai Athlétisme - Championnats du Monde de Relais
- 3 mai Athlétisme - Deuxième Wings for Life World Run à 35 endroits répartis autour de la terre.
- 3 - 4 mai Handball - Ligue des Champions Femmes - Phase Finale
- 6 - 22 mai Football - Championnats d'Europe Hommes U-17
- 7 - 10 mai Golf - THE PLAYERS Championship
- 9 - 31 mai Cyclisme - Tour d'Italie (Giro d'Italia) remporté par Alberto Contador.
- 15 mai Athlétisme - Doha Qatar Athletics Super Grand Prix
- 15 -17 mai: Parachutisme - Coupe de France Précision d'atterrissage - Voltige- no 1 - Centre école de parachutisme d’Agen
- 17 mai Athlétisme - Shanghai Dunlop Golden Grand Prix
- 18 mai : Championnats du monde de taekwondo en Russie
- 22 - 24 mai : Parachutisme -Coupe de France Voile Contact-no 1 - Cahors
- 23 - 24 mai Aviron - Championnats d'Europe Junior
- 23 - 25 mai Parachutisme - Challenge EPAC International GIPS - Parachutisme Ascensionnel PA 2015 à Bernes-sur-Oise (95)
- 25 mai - 7 juin Tennis - Grand Chelem Hommes - Roland Garros
- 25 mai - 7 juin Tennis - Grand Chelem Femmes - Roland Garros
- 28 - 31 mai Canoë-kayak - Championnats d'Europe - Slalom
- 29 - 31 mai : Parachutisme - Coupe de France Vol Relatif - no 1 - École Parachutisme Midi-Pyrénées, Bouloc
- 29 - 31 mai : Championnats d'Europe d'aviron en Pologne
- 30 mai Athlétisme - Eugene Prefontaine Classic
- 30 mai - 7 juin Football - Coupe du Monde U-20 de la FIFA

#### Juin
- 2 au 7 juin : Baseball - Coupe d'Europe de baseball 2015 à Paris et Rotterdam.
- 6 juin : Football - finale de la Ligue des champions de l'UEFA 2014-2015 à Berlin.
- 6 juin au 5 juillet : Football - Coupe du monde de football féminin 2015 au Canada.
- 6 au 7 juin : Parachutisme - Coupe de France Disciplines artistiques : FreeFly, Free Style -no 1 - Chalon-sur-Saône.
- 7 juin : Troisième Marathon Baie-des-Chaleurs à Carleton-sur-Mer.
- 7 juin : Bradley Wiggins bat le record de l'heure cycliste à Londres en parcourant 54,526 km[1].
- 11 au 28 juin : Basket-ball - Championnat d'Europe de basket-ball féminin 2015 en Hongrie et en Roumanie.
- 12 au 14 juin : Parachutisme - Coupe de France de Précision d'atterrissage et Voltige- no 2 - École Française de Parachutisme Nancy.
- 13 au 14 juin : Compétition automobile - 24 Heures du Mans 2015 sur le circuit de La Sarthe.
- 16 juin : Basket-ball - Les Warriors de Golden State s'imposent lors du match 6 des Finales NBA 2015 contre les Cavaliers de Cleveland et glanent ainsi leur quatrième titre de champion NBA. Andre Iguodala est désigné MVP des finales.
- 20 - 21 juin : Parachutisme - Coupe de la Ligue Midi-Pyrénées à l’aérodrome de Laloubere (Haute-Pyrénées).
- 26 au 28 juin : Parachutisme- Coupe de France de Voile Contact -no 2 - Besançon Franche Comté Parachutisme, Besançon.
- 29 juin au 12 juillet : Tournoi de tennis de Wimbledon

#### Juillet
- 3 au 5 juillet : Parachutisme- Coupe de France de Vol relatif - no 2 et finale - École de parachutisme sportif de Vannes Bretagne, Vannes
- 3 au 26 : 38e Tour de France à la voile
- 4 juillet au 26 juillet : 102e édition du Tour de France cycliste, entre Utrecht et Paris.
- 10 juillet au 26 juillet : Jeux panaméricains de 2015 à Toronto.
- 10 juillet au 12 juillet : Parachutisme - Coupe de France de Précision d'Atterrissage et Voltige- no 3 & finale - Parachutisme 42, Centre école Parachutisme Loire Saint-Étienne/St-Galmier
- 17 juillet au 8 août : The Rugby Championship
- 18 au 19 juillet : Parachutisme : Coupe de France Disciplines artistiques : FreeFly et Free Style-no 2 et finale - Centre école de parachutisme de Grenoble, Grenoble
- 24 juillet au 9 août : 16e Championnats du monde de natation à Kazan (Russie).

#### Août
- 12 au 16 août : Parachutisme Championnats de France toutes disciplines (y compris handiparachutisme) Vichy (Allier)
- 22 - 29 août :  Parachutisme Championnat d'Europe de Précision d'atterrissage et de Voltige en Bulgarie.
- 22 août au 30 août : 15e championnats du monde d'athlétisme, à Pékin en Chine.
- 23 - 29 août :  Parachutisme Championnat du monde de pilotage sous voile à Farnham (Canada).
- 28 août au 6 septembre : Basket-ball en fauteuil roulant - Championnats d'Europe M et F 2015 à Worcester ( Royaume-Uni).
- 31 août au 13 septembre : US Open de tennis

#### Septembre
- 4 au 20 septembre : championnat d'Europe de basket-ball.
- 6 septembre : Championnats du monde de duathlon longue distance
- 7 - 12 septembre : Parachutisme Coupe du Monde et Championnat d'Europe de Vol Relatif et de disciplines artistiques à Teuge (Pays-Bas).
- 18 - 20 septembre : Parachutisme Championnat de France de pilotage sous voile à Casltenau-Magnoac.
- 18 septembre au 31 octobre : 8e coupe du monde de rugby à XV en Angleterre et au Pays de Galles.
- 26 - 27 septembre : Motocross des Nations à Ernée.

#### Octobre
- 21 - 24 octobre : Parachutisme 1er Championnat du Monde en soufflerie à Prague (Rep. Tchèque).
- 5 - 18 octobre: 18e Championnats de la Championnats du monde de boxe amateur à Doha (Qatar).

#### Novembre
- 21 novembre : El Clásico entre le Real Madrid et le FC Barcelone.

#### Décembre
- 1 - 12 décembre : Parachutisme Championnats du Monde "Worl Air Games" à Dubaï
- 5 au 20 décembre 2015 : Championnat du monde de handball féminin 2015, au Danemark.

## Par sports

### Handball
- 15 janvier au 1er février 2015 : Championnat du monde de handball masculin 2015, au Qatar.
- 5 au 20 décembre 2015 : Championnat du monde de handball féminin 2015, au Danemark.

### Course camarguaise
- 6 juillet : Youssef Zekraoui remporte la Cocarde d'or.

### Rugby à XIII
- 11 avril : à Carcassonne, Lézignan remporte la Coupe de France face à Saint-Estève XIII Catalan 27-25.
- 9 mai : à Colomiers, le Toulouse olympique XIII remporte le Championnat de France face à Carcassonne 20-12.

### Voile
- Frédéric Denis remporte la 20e édition de la Mini Transat, entre Douarnenez et Pointe-à-Pitre avec escale aux Canaries, en proto et Ian Lipinski en série

### Water-Polo

#### France
- 7 juin : Le C.N.M. est Champion de France Pro A.
- Lille M. Water-Polo est Champion de France Pro F.
- 16 mars : Le C.N.M. remporte la Coupe de la ligue masculine.
- Lille M. Water-Polo  remporte la Coupe de la ligue féminine.

#### Europe
- Pro Recco est Champion d'Europe.
- Le Circolo Nautico Posillipo remporte la Len Euro Cup

#### Monde
- 27 juillet : Les Serbes sont Champions du Monde.
- Les Américaines sont Championnes du Monde.
- Les Serbes remportent la Ligue Mondiale.
- Les Américaines remportent la Ligue Mondiale.